# Punta di Valrossa
La Punta di Valrossa (in tedesco Rotentalhorn - 2.968 m s.l.m.) è una montagna della Catena Monte Leone-Blinnenhorn nelle Alpi Lepontine. Si trova lungo il confine tra l'Italia e la Svizzera.

## Salita alla vetta
Si può salire sulla vetta partendo da Riale in val Formazza e passando per il rifugio Maria Luisa.